# Stenopogon rufibarboides
Stenopogon rufibarboides är en tvåvingeart som beskrevs av Stanley Willard Bromley 1937. Stenopogon rufibarboides ingår i släktet Stenopogon och familjen rovflugor.
Artens utbredningsområde är Kalifornien. Inga underarter finns listade i Catalogue of Life.